# Tendosphaeridae
Tendosphaeridae är en familj av kräftdjur. Tendosphaeridae ingår i ordningen gråsuggor och tånglöss, klassen storkräftor, fylumet leddjur och riket djur. Enligt Catalogue of Life omfattar familjen Tendosphaeridae 6 arter. 
Kladogram enligt Catalogue of Life:
| Tendosphaeridae | \| \| Macrotelsonia \| \| \| \| \| \| Tendosphaera \| \| \| \| \| \| Thrakosphaera \| \| \| \| |
|                 | \| \| Macrotelsonia \| \| \| \| \| \| Tendosphaera \| \| \| \| \| \| Thrakosphaera \| \| \| \| |
|                 | Macrotelsonia                                                                                  |
|                 |                                                                                                |
|                 | Tendosphaera                                                                                   |
|                 |                                                                                                |
|                 | Thrakosphaera                                                                                  |
|                 |                                                                                                |